# Anthony Pettis
Anthony Paul Pettis, född 27 januari 1987 i Milwaukee, är en amerikansk MMA-utövare som 2011–2020 tävlade i organisationen Ultimate Fighting Championship och mellan augusti 2013 och mars 2015 var UFC-mästare i lättvikt. Han var även WEC:s siste lättviktsmästare innan WEC gick samman med UFC. Han är bror till nuvarande Bellator-, och tidigare UFC-fajtern Sergio Pettis.

## Karriär
Efter matchen mot Alex Morono vid UFC Vegas 17 hade Pettis fullgjort sina åtaganden enligt sitt senaste kontrakt med UFC och meddelade att han var öppen för förslag. 
| ”                                           | Min lillebror är kontrakterad utanför UFC nu, så det är en sån där grej som att jag är inte gift med några idéer längre. Jag tar det en fajt i taget." | „ |
| – Pettis i en intervju med ESPN efter galan | |   |

24 december 2020 meddelade PFL att de kontrakterat Pettis som kommer tävla för PFL från och med 2021 års säsong.

## Mästerskap och utmärkelser

### Titlar
- GFS-mästare i lättvikt 21 juni 2008 till 7 juni 2009
  - Ett titelförsvar mot  Jay Ellis vid GFS 55, 4 oktober 2008[6]

- WEC:s sista mästare i lättvikt 16 december 2010
  - Organisationen köptes upp av UFC och alla kontrakterade fajters inlemmades i den nya organisationen januari 2011.[7]

- UFC-mästare i lättvikt 31 augusti 2013 till 14 mars 2015
  - Ett titelförsvar mot  Gilbert Melendez vid UFC 181 den 6 december 2014

### KO of the Night
1. Mot  Danny Castillo vid WEC 47, 6 mars 2010, i lättvikt.

2. Mot  Joe Lauzon vid UFC 144, 26 februari 2012, i lättvikt

3. Mot  Donald Cerrone vid UFC on Fox 6, 26 januari 2013, i lättvikt

### Submission of the Night
1. Mot  Shane Roller vid WEC 50, 18 augusti 2010, i lättvikt

2. Mot  Benson Henderson vid UFC 164, 31 augusti 2013, i lättvikt

### Performance of the Night
1. Mot  Gilbert Melendez vid UFC 181, 6 december 2014, i lättvikt

2. Mot  Michael Chiesa vid UFC 226, 7 juli 2018, i catchvikt 157,5 lb/71,4 kg (Chiesa missade vikten)

3. Mot  Stephen Thompson vid UFC Fight Night 148, 23 mars 2019, i mellanvikt

### Fight of the Night
1. Mot  Benson Henderson vid WEC 53, 16 december 2010, i lättvikt

2. Mot  Dustin Poirier vid UFC Fight Night 120, 11 november 2017, i lättvikt

3. Mot  Tony Ferguson vid UFC 229, 6 oktober 2018, i lättvikt

## Tävlingsfacit
| Resultat | Facit | Motståndare            | Metod                         | Evenemang                            | Datum            | Rond | Tid  | Plats                    | Notering                                                                               |
| -------- | ----- | ---------------------- | ----------------------------- | ------------------------------------ | ---------------- | ---- | ---- | ------------------------ | -------------------------------------------------------------------------------------- |
| Vinst    | 1–0   | Tom Erspamer (USA)     | TKO (slag)                    | GFS: Super Brawl                     | 27 januari 2007  | 1    | 0:24 | Wisconsin, USA           | Lättviktsdebut.                                                                        |
| Vinst    | 2–0   | Lonny Amdahl (USA)     | Submission (skada)            | GFS: Rumble in the Cage              | 17 augusti 2007  | 1    | 0:12 | Green Bay, WI, USA       |                                                                                        |
| Vinst    | 3–0   | Michael Skinner (USA)  | Submission (slag)             | GFS: Seasons Beatings                | 1 december 2007  | 1    | 0:36 | Milwaukee, WI, USA       |                                                                                        |
| Vinst    | 4–0   | George Barrazza (USA)  | TKO (kroppssparkar och -slag) | GFS: The Warriors                    | 16 februari 2008 | 1    | 4:31 | Milwaukee, WI, USA       |                                                                                        |
| Vinst    | 5–0   | Mike Lambrecht (USA)   | KO (huvudspark)               | GFS: Knockout Kings                  | 29 mars 2008     | 1    | 1:49 | Milwaukee, WI, USA       |                                                                                        |
| Vinst    | 6–0   | Sherron Leggett (USA)  | Domslut (delat)               | GFS: Fight Club                      | 21 juni 2008     | 3    | 5:00 | Milwaukee, WI, USA       | Vann GFS lättviktsbälte.                                                               |
| Vinst    | 7–0   | Jay Ellis (USA)        | Submission (slag)             | GFS: 55                              | 4 oktober 2008   | 1    | 1:12 | Milwaukee, WI, USA       | Försvarade GFS lättviktsbälte.                                                         |
| Vinst    | 8–0   | Gabe Walbridge (USA)   | TKO (slag)                    | GFS: Season's Beatings               | 13 december 2008 | 1    | 0:56 | Milwaukee, WI, USA       | Welterviktsdebut.                                                                      |
| Vinst    | 9–0   | Mike Campbell (USA)    | Submission (triangel)         | WEC 41                               | 7 juni 2009      | 1    | 1:49 | Sacramento, CA, USA      |                                                                                        |
| Förlust  | 9–1   | Bart Palaszewski (USA) | Domslut (delat)               | WEC 45                               | 19 december 2009 | 3    | 5:00 | Las Vegas, NV, USA       |                                                                                        |
| Vinst    | 10–1  | Danny Castillo (USA)   | KO (huvudspark och -slag)     | WEC 47                               | 6 mars 2010      | 1    | 2:27 | Columbus, Ohio, USA      | Knockout of the Night.                                                                 |
| Vinst    | 11–1  | Alex Karalexis (USA)   | Submission (triangel)         | WEC 48                               | 24 april 2010    | 2    | 1:35 | Sacramento, CA, USA      |                                                                                        |
| Vinst    | 12–1  | Shane Roller (USA)     | Submission (triangel)         | WEC 50                               | 18 augusti 2010  | 3    | 4:51 | Las Vegas, NV, USA       | Submission of the Night.                                                               |
| Vinst    | 13–1  | Benson Henderson (USA) | Domslut (enhälligt)           | WEC 53                               | 16 december 2010 | 5    | 5:00 | Glendale, AZ, USA        | Vann WEC lättviktstitel. Fight of the Night.                                           |
| Förlust  | 13–2  | Clay Guida (USA)       | Domslut (enhälligt)           | The Ultimate Fighter 13 Final        | 4 juni 2011      | 3    | 5:00 | Las Vegas, NV, USA       |                                                                                        |
| Vinst    | 14–2  | Jeremy Stephens (USA)  | Domslut (delat)               | UFC 136                              | 8 oktober 2011   | 3    | 5:00 | Houston, TX, USA         |                                                                                        |
| Vinst    | 15–2  | Joe Lauzon (USA)       | KO (huvudspark och -slag)     | UFC 144                              | 26 februari 2012 | 1    | 1:21 | Saitama, Japan           | Knockout of the Night.                                                                 |
| Vinst    | 16–2  | Donald Cerrone (USA)   | KO (kroppsspark)              | UFC on Fox: Johnson vs. Dodson       | 26 januari 2013  | 1    | 2:35 | Chicago, IL, USA         | Knockout of the Night.                                                                 |
| Vinst    | 17–2  | Benson Henderson (USA) | Submission (armbar)           | UFC 164                              | 31 augusti 2013  | 1    | 4:31 | Milwaukee, WI, USA       | Vann UFC:s lättviktstitel. Submission of the Night.                                    |
| Vinst    | 18–2  | Gilbert Melendez (USA) | Submission (giljotin)         | UFC 181                              | 6 december 2014  | 2    | 1:53 | Las Vegas, NV, USA       | Försvarade UFC:s lättviktstitel. Performance of the Night.                             |
| Förlust  | 18–3  | Rafael dos Anjos (BRA) | Domslut (enhälligt)           | UFC 185                              | 14 mars 2015     | 5    | 5:00 | Dallas, TX, USA          | Förlorade UFC:s lättviktstitel.                                                        |
| Förlust  | 18–4  | Eddie Alvarez (USA)    | Domslut (delat)               | UFC Fight Night: Dillashaw vs. Cruz  | 17 januari 2016  | 3    | 5:00 | Boston, MA, USA          |                                                                                        |
| Förlust  | 18–5  | Edson Barboza (BRA)    | Domslut (enhälligt)           | UFC 197                              | 23 april 2016    | 3    | 5:00 | Las Vegas, NV, USA       |                                                                                        |
| Vinst    | 19–5  | Charles Oliveira (BRA) | Submission (giljotin)         | UFC on Fox: Maia vs. Condit          | 27 augusti 2016  | 3    | 1:49 | Vancouver, BC, Kanada    | Fjäderviktsdebut.                                                                      |
| Förlust  | 19–6  | Max Holloway (USA)     | TKO (kroppsspark och -slag)   | UFC 206                              | 10 december 2016 | 3    | 4:50 | Toronto, Ontario, Kanada | Catchvikt (67 kg, 148 lbs). Pettis missade vikten.                                     |
| Vinst    | 20–6  | Jim Miller (USA)       | Domslut (enhälligt)           | UFC 213                              | 8 juli 2017      | 3    | 5:00 | Las Vegas, NV, USA       | Lättvikt.                                                                              |
| Förlust  | 20–7  | Dustin Poirier (USA)   | Submission (kroppstriangel)   | UFC Fight Night: Poirier vs. Pettis  | 11 november 2017 | 3    | 2:08 | Norfolk, VA, USA         | Fight of the Night.                                                                    |
| Vinst    | 21–7  | Michael Chiesa (USA)   | Submission (armtriangel)      | UFC 226                              | 7 juli 2018      | 2    | 0:52 | Las Vegas, NV, USA       | Catchviktsmatch (71,4 kg, 157.5 lbs). Chiesa missade vikten. Performance of the Night. |
| Förlust  | 21–8  | Tony Ferguson (USA)    | TKO (hörnet bryter)           | UFC 229                              | 6 oktober 2018   | 2    | 5:00 | Las Vegas, NV, USA       | Fight of the Night.                                                                    |
| Vinst    | 22–8  | Stephen Thompson (USA) | KO (slag)                     | UFC Fight Night: Thompson vs. Pettis | 23 mars 2019     | 2    | 4:55 | Nashville, TN, USA       | Weltervikt. Performance of the Night.                                                  |
| Förlust  | 22–9  | Nate Diaz (USA)        | Domslut (enhälligt)           | UFC 241: Cormier vs. Miocic          | 17 augusti 2019  | 3    | 5:00 | Anaheim, CA, USA         |                                                                                        |
| Förlust  | 22–10 | Diego Ferreira (BRA)   | Submission (rear-naked)       | UFC 246: McGregor vs. Cerrone        | 18 januari 2020  | 2    | 1:46 | Las Vegas, NV, USA       | Lättviktsmatch                                                                         |
| Vinst    | 23–10 | Donald Cerrone (USA)   | Domslut (enhälligt)           | UFC 249                              | 9 maj 2020       | 3    | 5:00 | Jacksonville, FL, USA    | Welterviktsmatch                                                                       |
| Vinst    | 24–10 | Alex Morono (USA)      | Domslut (enhälligt)           | UFC Fight Night: Thompson vs. Neal   | 19 december 2020 | 3    | 5:00 | Las Vegas, NV, USA       | Welterviktsmatch                                                                       |